# Eli Zizov
Eli Zizov (hebräisch אלי זיזוב Elī Sīsōv; * 30. Januar 1991 in Beʾer Scheva, Israel) ist ein israelischer ehemaliger Fußballspieler. Seine Position war das Mittelfeld.

## Karriere
Zizov begann seine Karriere in Israel bei Maccabi Tel Aviv. Zizov galt in der Jugend als großes Talent, deshalb war er von vielen Vereinen umworben worden, zum Beispiel FC Chelsea oder der FC Barcelona sowie Lewski Sofia. Nach mehreren Verhandlungen entschied er sich 2006, nach Bulgarien in die A Grupa zu Lewski Sofia zu wechseln. Im September 2006 hatte er mit 16 Jahren sein Debüt in der A Grupa gegen Rodopa Smoljan. Seitdem bestritt er 22 Spiele und schoss dabei drei Tore.

## Nationalmannschaft
Seit 2007 spielt Zizov für die israelische U-19-Nationalmannschaft. Seitdem bestritt er fünf Spiele.